# 崇明老白酒
崇明米酒，俗称老白酒，是原产地为上海崇明的一种米酒，为中国地理标志产品。

## 简介
崇明老白酒以糯米、粳米等为原料，根据发酵工艺的不同，分为爽口型老白酒和清甜型老白酒。根据原产地要求，其酿造用水应取用崇明县境内的长江水，酒曲应使用崇明当地的八二曲种。
崇明老白酒已有700多年历史，酒呈淡黄色，四季可饮。